# Jaïro Riedewald
Jaïro Riedewald (* 9. September 1996 in Amsterdam) ist ein niederländischer Fußballspieler, der als Abwehrspieler in der Innenverteidigung oder als linker Außenverteidiger eingesetzt wird. In der Saison 2024/25 stand er bei Royal Antwerpen unter Vertrag. Derzeit ist er ohne Verein.

## Karriere

### Verein

#### Als Jugendlicher und als Erwachsener bei Ajax
Jaïro Riedewald begann mit dem Fußballspielen bei SV Overbos und wechselte über den HFC Haarlem in das Nachwuchsleistungszentrum von Ajax Amsterdam. Nachdem er bereits für die Reservemannschaft zum Einsatz gekommen war, debütierte Riedewald noch als A-Jugendlicher am 22. Dezember 2013 beim 2:2 im Auswärtsspiel gegen Roda JC Kerkrade im Alter von 17 Jahren in der Eredivisie, wobei er in der 80. Minute beim Stand von 0:1 eingewechselt wurde und mit seinen ersten beiden Toren für die Profimannschaft die Partie drehte. Ajax Amsterdam wurde zum Ende der Saison 2013/14 niederländischer Meister, wobei Riedewald im Punktspielbetrieb fünf Einsätze absolvierte und bis auf ein Spiel in der UEFA Europa League in der A-Jugend sowie in der Reserve Spielpraxis sammelte. In der Saison 2014/15 bekam er mehr Spielzeit bei den Profis, wenngleich er nicht zu den Stammspielern gehörte, und absolvierte auch seine ersten Partien in der UEFA Champions League. Als Ajax als Gruppendritter in der UEFA Europa League weiterspielte, schied er mit der Mannschaft im Achtelfinale aus. Im KNVB-Beker hatte Riedewald zwei Einsätze. In der Liga wurde Ajax Vizemeister, dabei spielte Riedewald in 19 Partien.
In der Saison 2015/16 erkämpfte er sich, mittlerweile dem Jugendalter entwachsen, einen Stammplatz und spielte in der dritten Qualifikationsrunde zur UEFA Champions League in beiden Partien, Ajax schied aus. Nach den Play-offs zur UEFA Europa League schied Ajax nach der Gruppenphase aus; dabei kam Riedewald in allen sechs Partien zum Einsatz. In der Liga wurde er mit Ajax erneut Vizemeister. In der Saison 2016/17, seiner letzten Saison bei Ajax, gehörte er in seinem Verein anfänglich zu den Stammspielern, rückte später ins zweite Glied und kam zu 16 Einsätzen; Ajax wurde zum dritten Mal nacheinander Vizemeister. Außerdem spielte Riedewald viermal für die Reservemannschaft. Nach den Play-offs zur UEFA Champions League erreichte er mit der Mannschaft das Finale der Europa League 2017, das gegen Manchester United mit 0:2 verloren wurde. Riedewald war in sieben Partien zum Einsatz gekommen – unter anderem im Finale – und schoss ein Tor.

#### Wechsel nach England
Im Sommer 2017 wechselte Riedewald in die Premier League zu Crystal Palace, konnte sich allerdings bei den Londonern nicht durchsetzen. Dabei kam er in der Liga zu lediglich zwölf Einsätzen. In der neuen Saison kam er einzig in den Pokalwettbewerben zum Einsatz: Dabei spielte er dreimal im League Cup und einmal im FA Cup.

#### Wechsel nach Belgien
Mitte August 2024 wechselte Riedewald zu Royal Antwerpen in die belgische Division 1A. Dort bestritt er in seiner ersten Saison 25 von 38 möglichen Ligaspielen und drei Pokalspiele. Von Anfang September bis Anfang Dezember 2024 fiel er wegen einer Oberschenkelverletzung aus. Antwerpen machte keinen Gebrauch von der Option, Riederwalds Einjahresvertrag über den Sommer 2025 hinaus zu verlängern.

## Erfolge
- Niederländischer Meister: 2014